# Joyas de Bucareli
Joyas de Bucareli är en ort i Mexiko.   Den ligger i kommunen Pinal de Amoles och delstaten Querétaro Arteaga, i den centrala delen av landet, 180 km norr om huvudstaden Mexico City. Joyas de Bucareli ligger 1 788 meter över havet och antalet invånare är 160.
Terrängen runt Joyas de Bucareli är varierad, och sluttar norrut. Runt Joyas de Bucareli är det ganska glesbefolkat, med 42 invånare per kvadratkilometer. Närmaste större samhälle är Pinal de Amoles, 16,5 km norr om Joyas de Bucareli. I omgivningarna runt Joyas de Bucareli växer i huvudsak blandskog.